# Georgenstadt (Ellenberg)
Georgenstadt ist ein Weiler der Gemeinde Ellenberg im Ostalbkreis in Baden-Württemberg.

## Beschreibung
Der Weiler mit sechs Hausnummern und einigen landwirtschaftlichen Nebengebäuden steht etwa 1,5 Kilometer nordwestlich des Hauptortes von Ellenberg in einer mit den kleineren Nachbarweilern Althueb im Osten und Neuhueb im Ostnordosten gemeinsamen Rodungsinsel. Durch den Ort fließt der in die Rotach mündende Gerbach, der etwa einen halben Kilometer westlich des Ortes entspringt.

## Geschichte
Der Weiler wird erstmals 1335 erwähnt, zu dieser Zeit wurde noch zwischen einem Großen Georgenstat und einem Kleinen Georgenstat unterschieden. Siefrid von Pfahlheim verkaufte 1335 seinen Besitz im Ort an das Kloster Ellwangen, im Jahr 1351 verkaufte Diemar von Hürlbach zwei Lehen in Kleinen Georgenstat ebenfalls an das Kloster.